# 中村不折

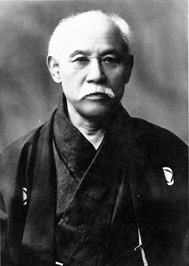
中村不折

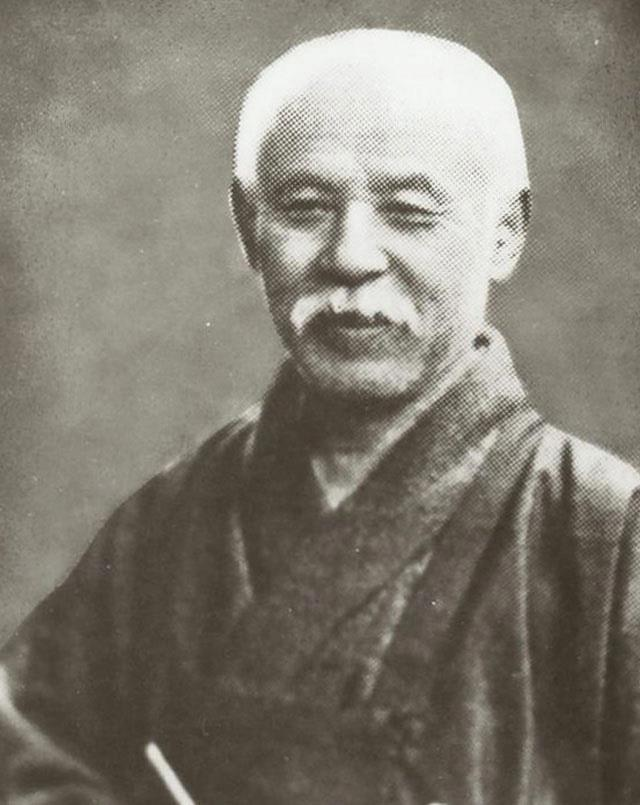
中村不折

中村不折（1866年8月19日—1943年6月6日）是一位日本画家。

## 生平
1866年出生于日本东京都中央区凑，幼年因明治维新动乱随父母逃避至长野县伊那市，学习中文古典典籍和南画，1887年返回东京都学习绘画，师从小山正太郎。1894年遇见正冈子规进入新闻社“日本”担任记者，1896年和正冈子规从军参加甲午战争，并对中国的书籍感兴趣。1897年结婚继续为新闻社供画稿。凭借《红叶村》在1900年世界博览会上获奖。之后赴法学习，1905年返回日本创立太平洋美术会。曾经为岛崎藤村、森鸥外、夏目漱石、伊藤左千夫的著作供插图。
1943年6月6日因脑溢血在东京都台东区下谷的家中逝世，享年77岁。

### 绘画

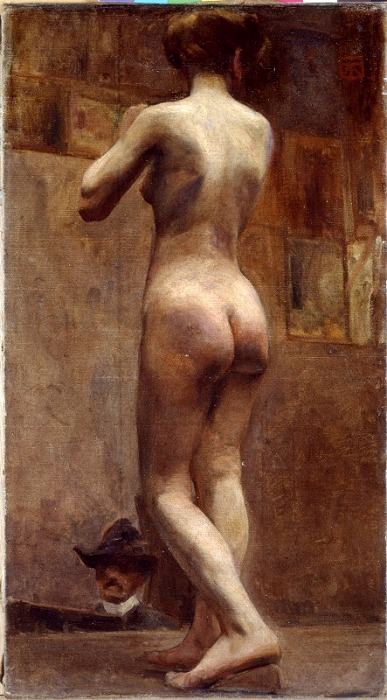
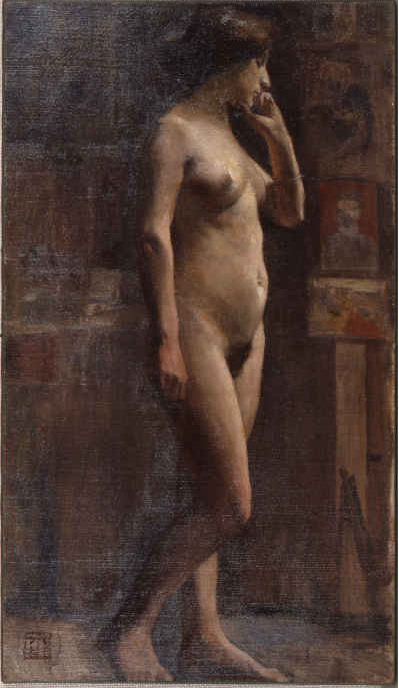
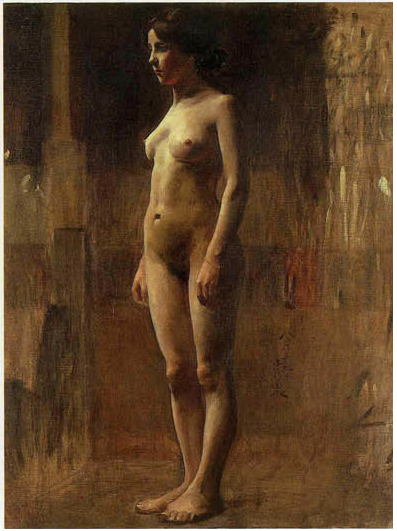
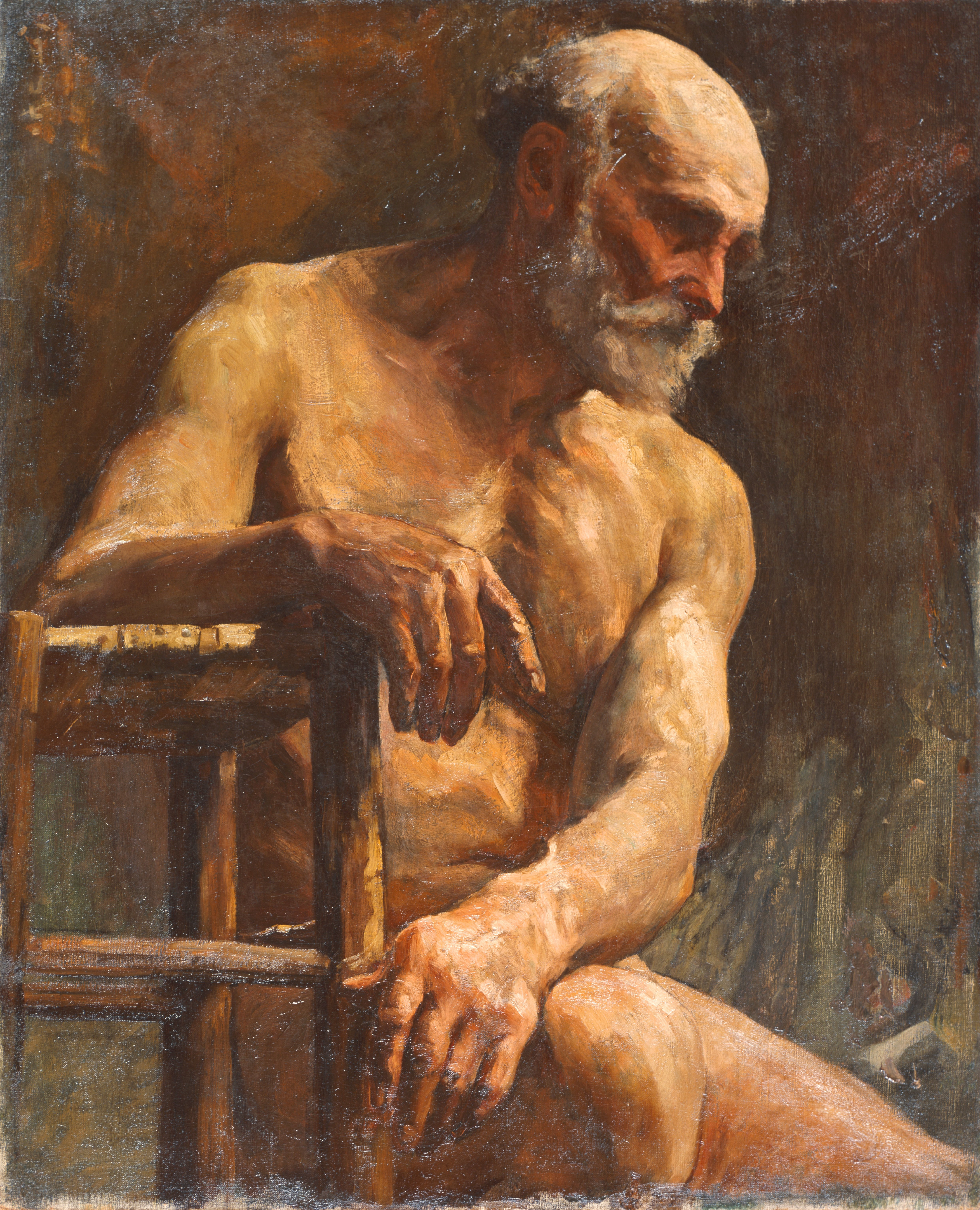
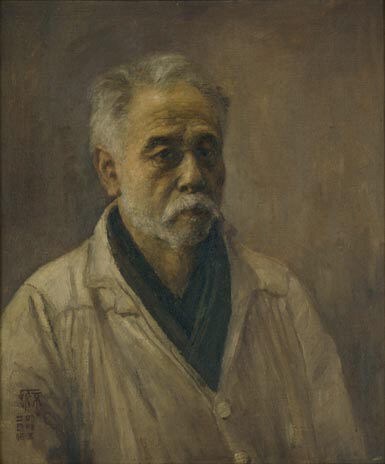
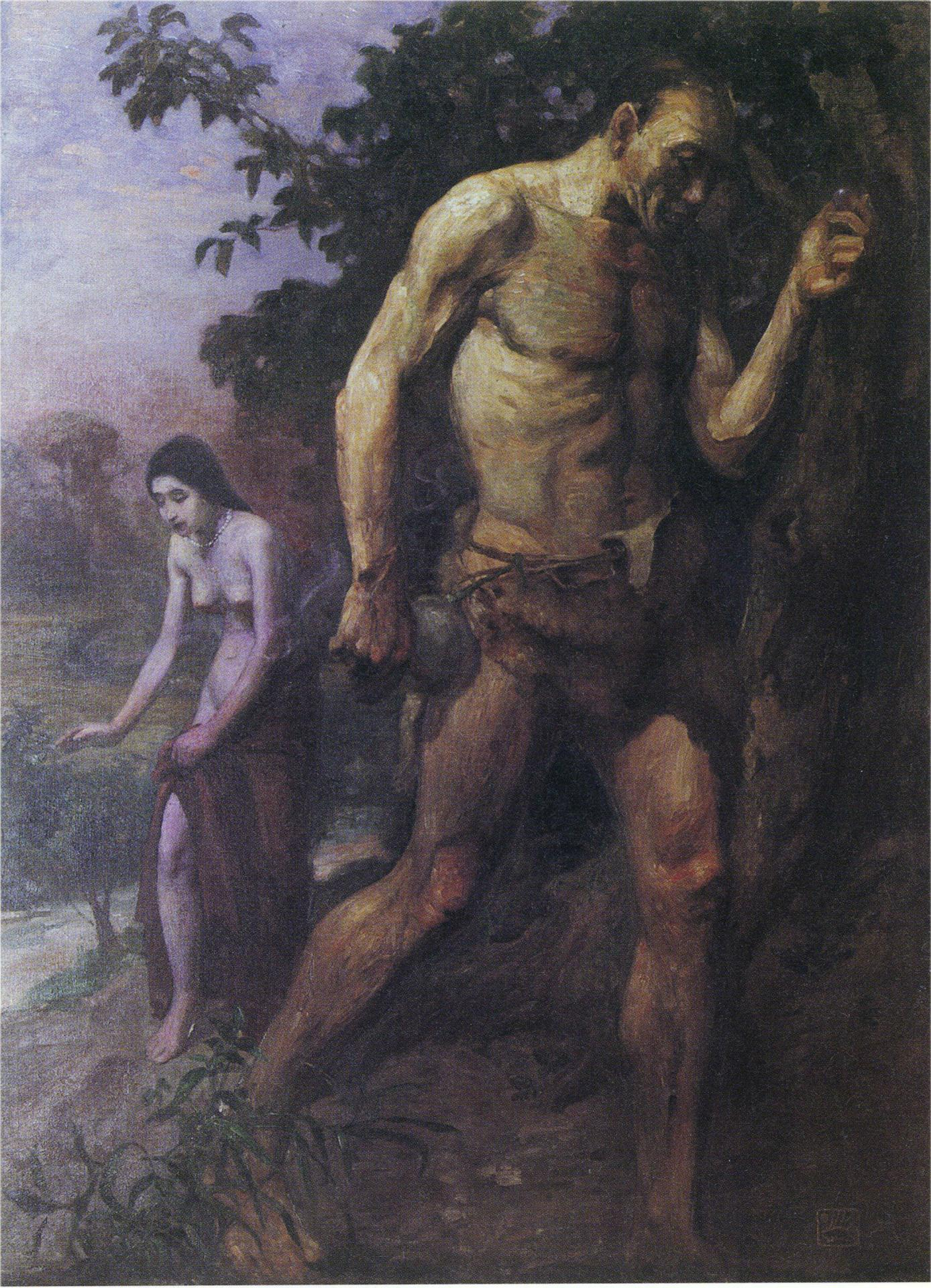
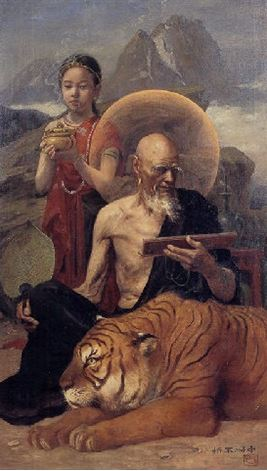
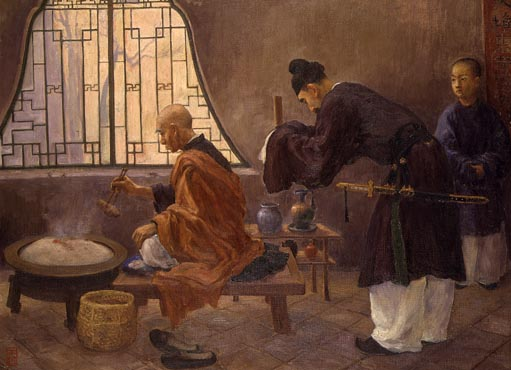
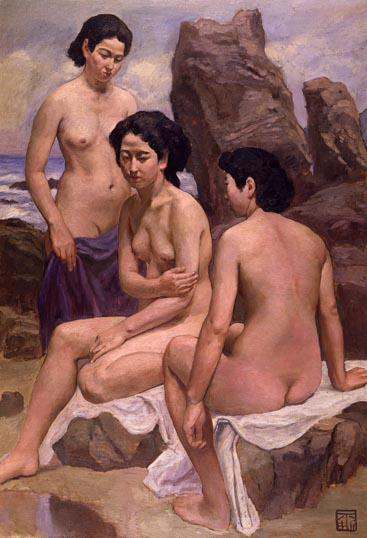
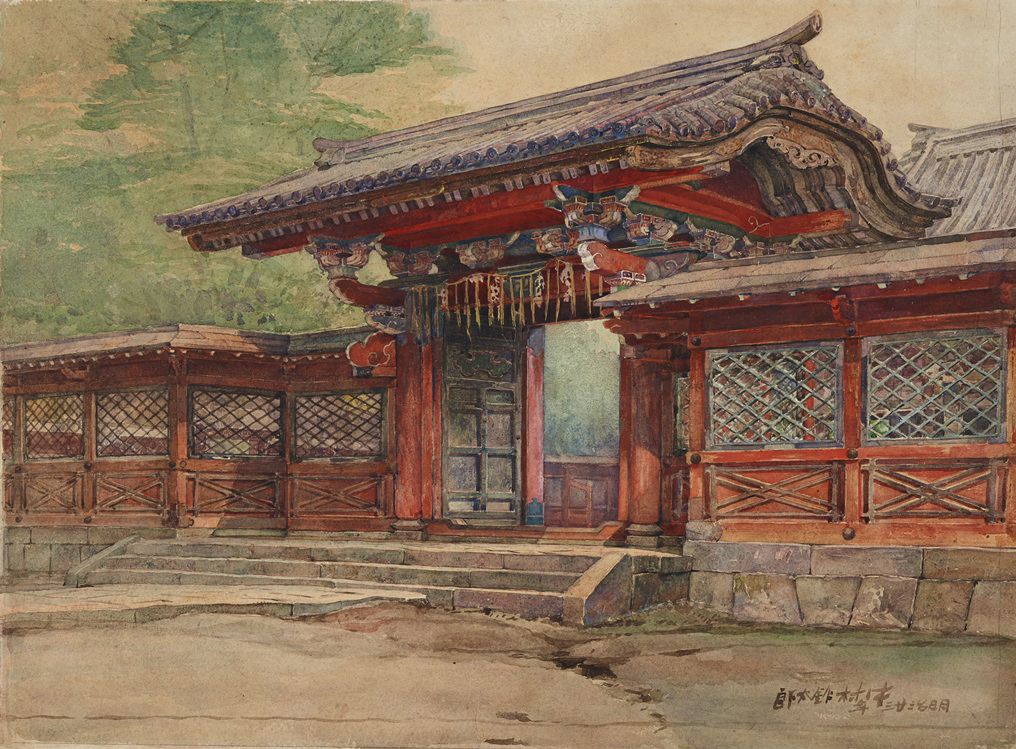
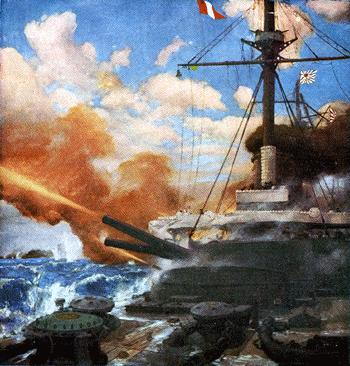

## 纪念
2000年在其旧居处设立台东区立书道博物馆。

## 画廊

### 插画

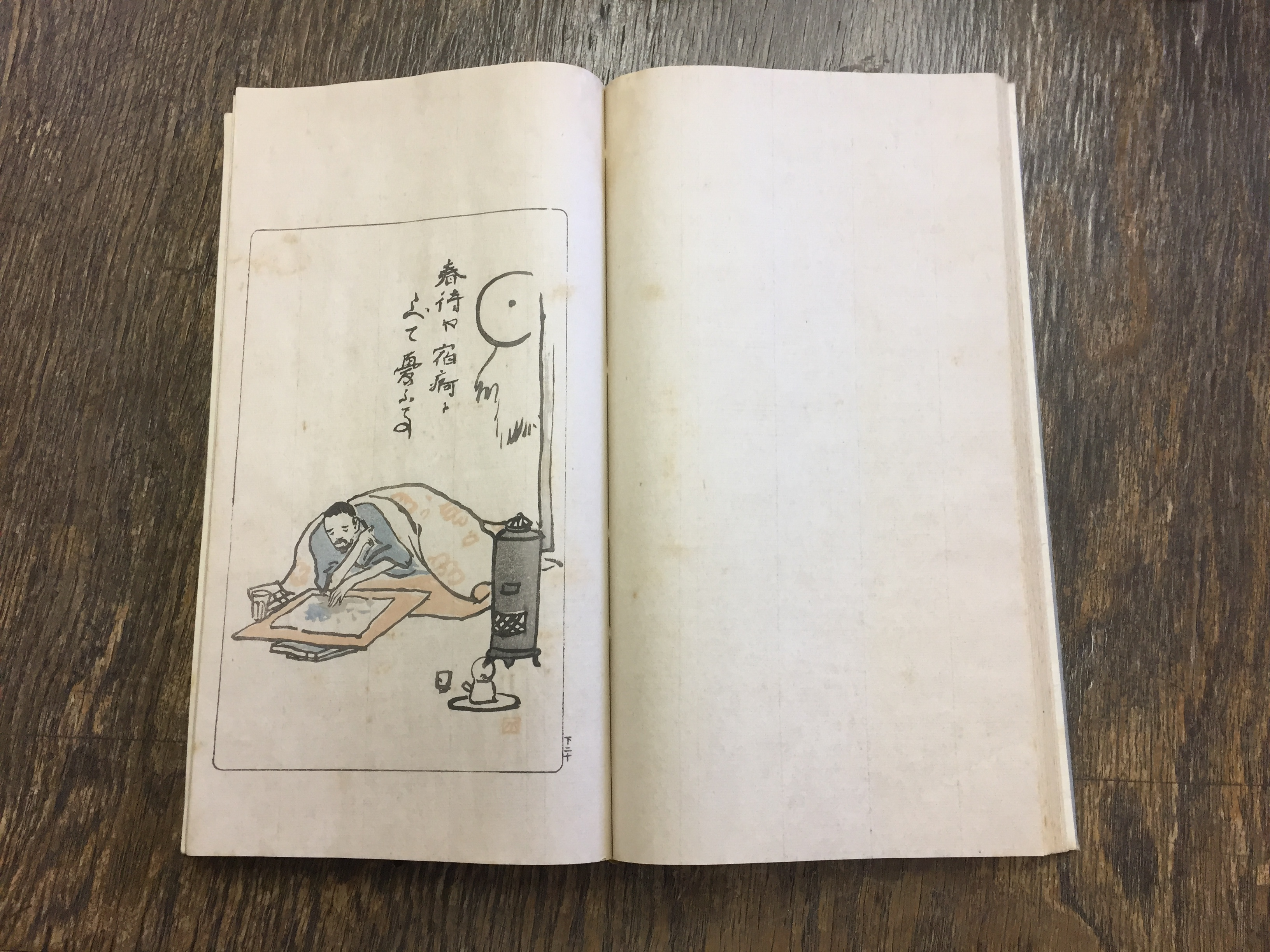
高浜虚子、河東碧梧桐、夏目漱石发表的『不折俳畫』插画
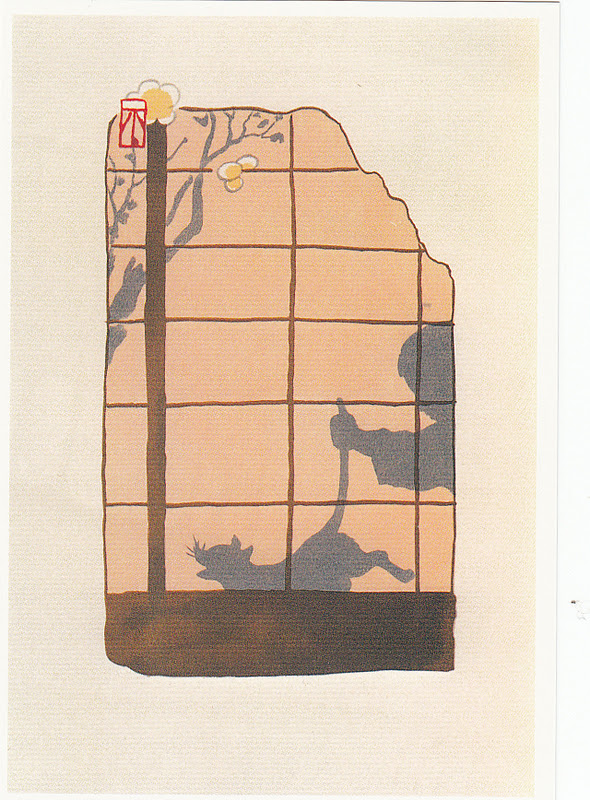
夏目漱石的《我是猫》上卷插画（1905年刊行）
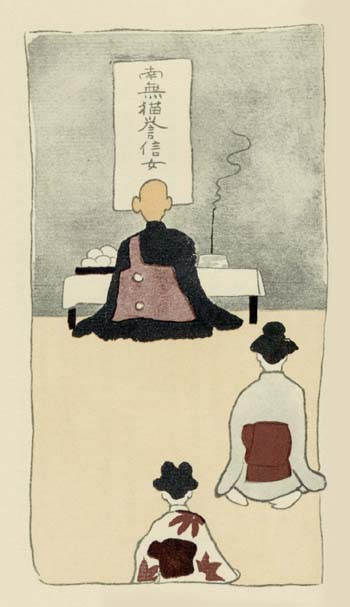
夏目漱石的《我是猫》插画
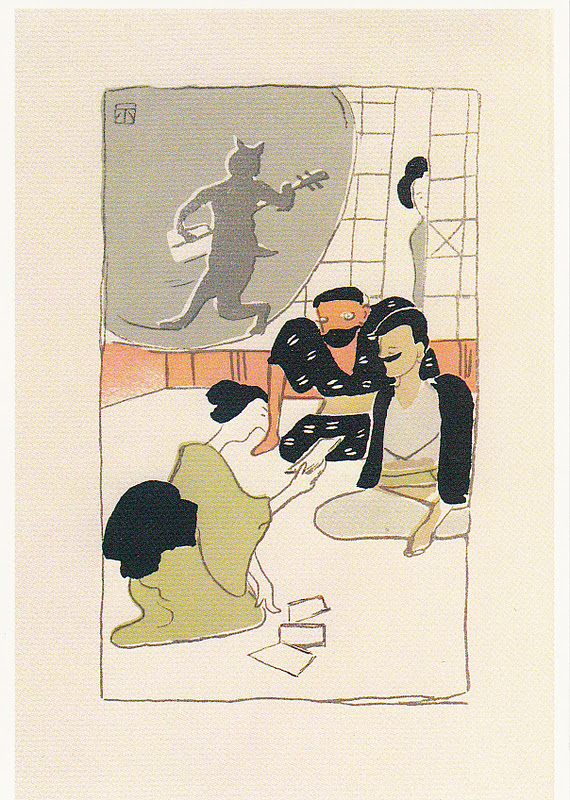
夏目漱石的《我是猫》插画
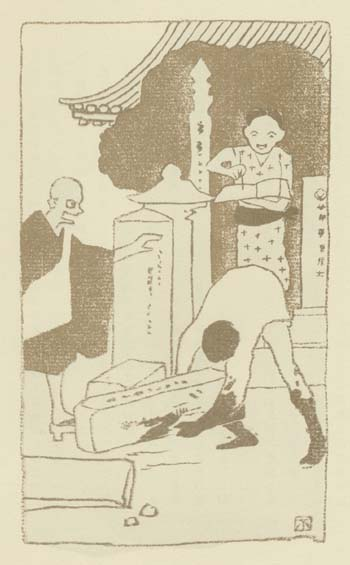
夏目漱石的《我是猫》插画
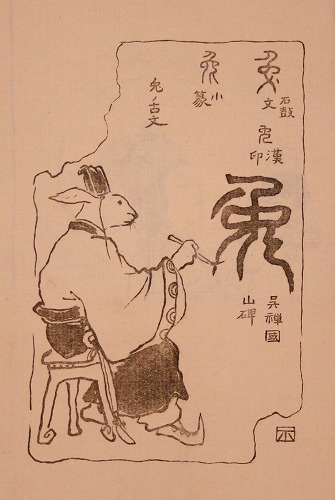
「地支帖（卯兔）」台东区立书道博物馆
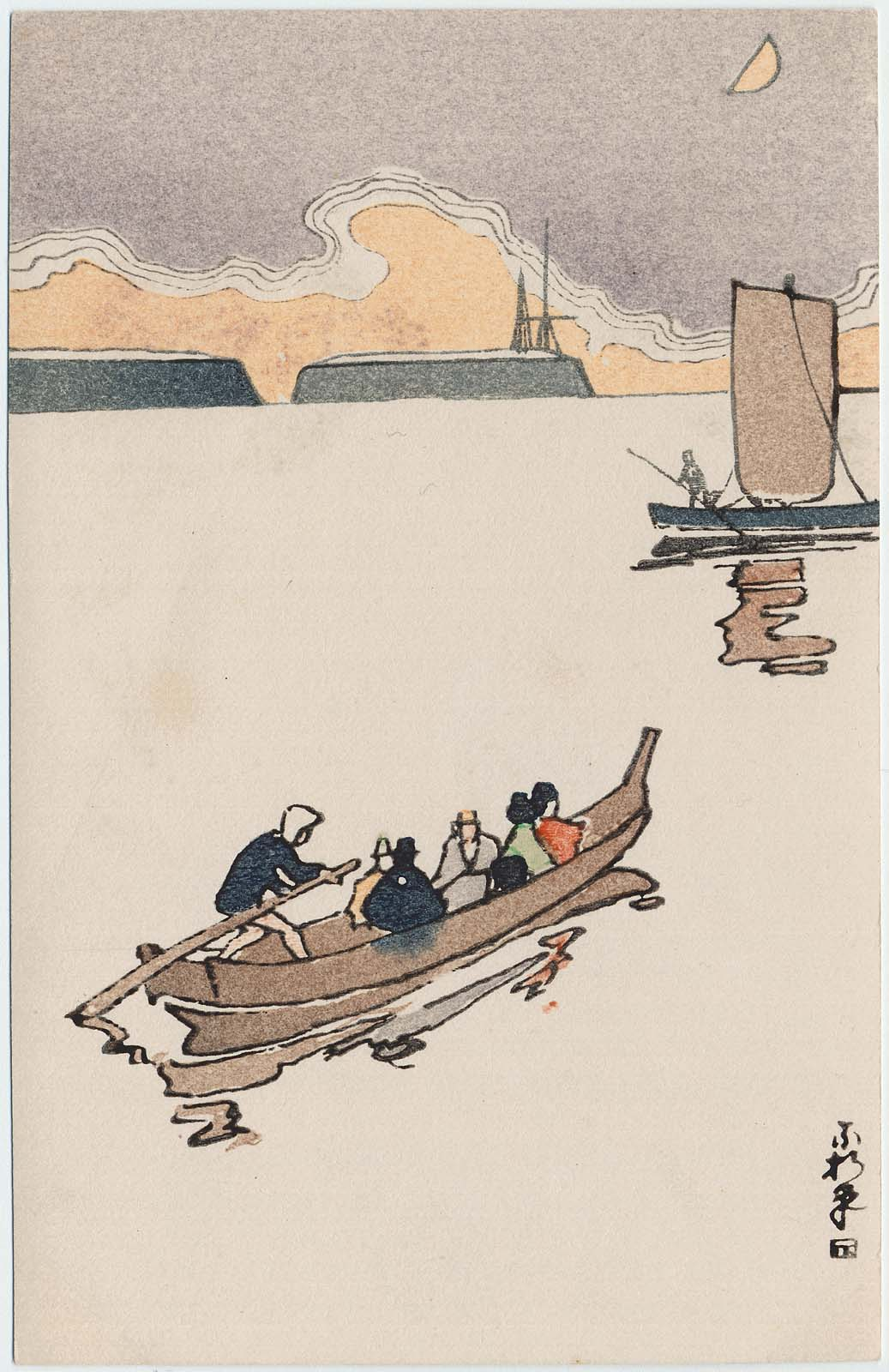
风景画，1915年
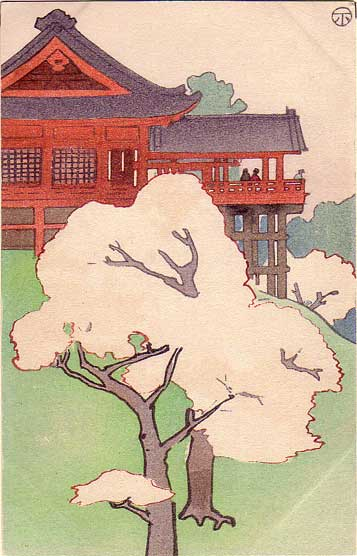
风景画，1915年
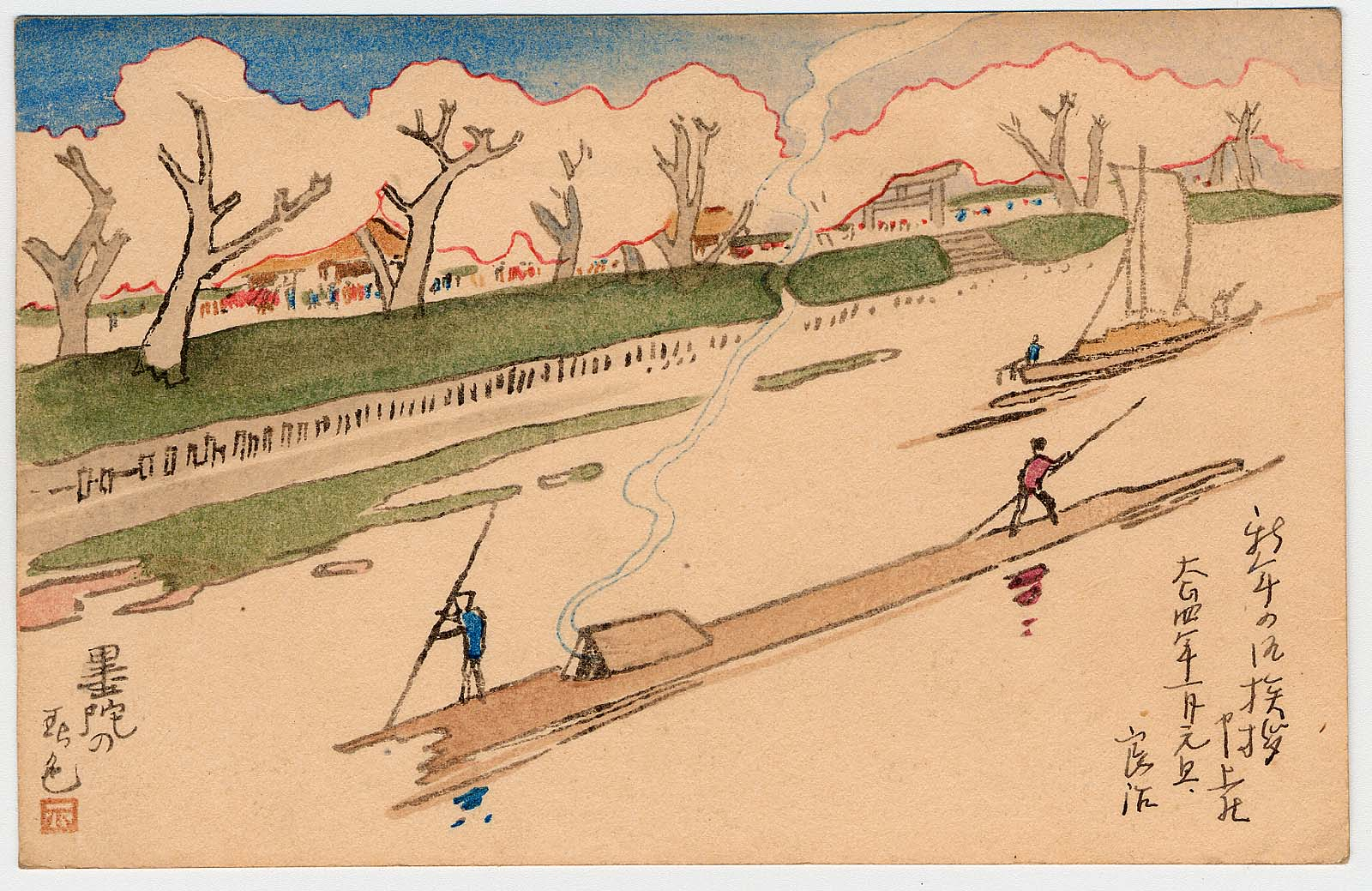
风景画，1915年

## 资源
- Suzuki, Toshihiko (Ed.): "Nakamura Fusetsu". In: 日本大百科全书, Shogakukan, 2001.
- Laurance P. Roberts: "Nakamura Fusetsu". In: A Dictionary of Japanese Artists. Weatherhill, 1976. ISBN 0-8348-0113-2